# La India
 (janvier 2022).
Si vous disposez d'ouvrages ou d'articles de référence ou si vous connaissez des sites web de qualité traitant du thème abordé ici, merci de compléter l'article en donnant les références utiles à sa vérifiabilité et en les liant à la section « Notes et références ».
Pour les articles homonymes, voir India.
Linda Viera Caballero alias La India est une chanteuse de salsa, de house music et plus précisément de garage house, née le 9 mars 1969 ou 1970 à Rio Piedras, Porto Rico.

## Biographie
Les parents de Linda émigrent à New York peu après la naissance de Linda. À leur arrivée, ils se sont installés dans le Sud du Bronx où ils ont vécu avec sa grand-mère. À l'école, elle est devenue amie avec Louie Vega, DJ et producteur.
Sa longue et belle chevelure noire lui vaut le surnom de La India (L'Indienne).
En 1985, quand Linda avait 14 ans, elle a chanté dans le groupe de freestyle TKA (lire l'article en anglais) (en) (I can't get no sleep) avec John Jellybean Benitez, un DJ portoricain qui avait travaillé avec Madonna.
En 1990, à 19 ans, Linda épouse Louie Vega.
Linda obtient un contrat avec Warner Music, qui a projeté d'en faire la Madonna « latine ». Après l'enregistrement de Breaking the night, Linda a décidé de ne pas prendre cet itinéraire dans sa carrière.
Les choses ont changé un jour pour Linda tandis qu'elle était au studio de son mari. Eddie Palmieri est venu visiter le studio et a été impressionné de ce qu'il a entendu. En 1992, Eddie Palmieri a produit le premier album espagnol de salsa de Linda, La India Llego, considéré comme un des meilleurs albums de salsa de l'année. Linda est depuis connue sous le nom de La India.
En 1994, elle enregistre un album de salsa intitulé Yemaya y Ochun (faisant référence à la santeria) avec Louie Vega. Elle enregistre plus tard Dicen Que Soy où La India déclare qu'elle ne s'inquiète pas de ce que les autres pensent d'elle. En 1996, La India a participé à l'album Jazzin de Tito Puente. Elle a chanté Vivir lo nuestro un duo avec Marc Anthony sur l'album Combinación perfecta.
Elle a divorcé de Louie Vega.
La India a également chanté un duo, La Voz de la Experiencia avec Celia Cruz, « la reine de Salsa », qui lui a donné le surnom de « princesse de Salsa ».
En 1997, La India a enregistré Sobre el Fuego avec le chanteur de salsa portoricain Kevin Ceballo et a été nommée pour un Grammy.
Le 31 mai 1998, La India a donné des concerts au Luis A. Ferre Center à San Juan, Porto Rico, au Madison Square Garden de New York et au Festival de la Calle Ocho du carnaval de Miami. Le 5 février 2000, elle a été nommée une seconde fois pour un Grammy Award.

## Discographie
- Breaking Night 1990
- Llego La India (Via Eddie Palmieri) 1992
- Dicen Que Soy 1994
- Jazzin 1996
- Mega Mix 1996
- Sobre el Fuego 1997
  1. Me Canse De Ser La Otra
  2. Costumbres
  3. Burlada Inocencia
  4. No me lo confiesas
  5. Si Tu Eres Mi Hombre (reprise de The Power of Love  de Jennifer Rush (Céline Dion l'a reprise aussi))
  6. Mi Mayor Venganza
  7. Sobre El Fuego (duo avec Kevin Ceballo)
  8. Te Dare Dulzura
  9. La Voz De La Experiencia (duo avec Celia Cruz)
  10. Si Estuvieras Aqui
- Sola 1999
- Breaking Night [Bonus Tracks] 2000
- Latin Songbird: Mi Alma y Corazon 2002
- Oro Salsero 2003
- Soy Diferente 2006
  1. Soy Diferente - (featuring Cheka) (salsa) (voir salsaton)
  2. Solamente Una Noche
  3. Una Amor Obsesivo
  4. Cuando Hieres A Una Mujer - (featuring Ivy Queen)
  5. No Es Lo Mismo - (featuring Tito Nieves)
  6. Lagrimas
  7. Tengo Que Dejarte Ir 8.
  8. Soy Diferente - (featuring Cheka) (reggaeton)
  9. Madre E Hija - (featuring Gloria Viera)
  10. Solamente Una Noche
  11. Bugarron
- Única 2010
- Intensamente Con Canciones de Juan Gabriel (2015)

## Participations
- 1992 - Ride On The Rhythm by Louie Vega & Marc Anthony (Wrote/Background Vocals)
- 1993 - When You Touch Me And I Can't Get No Sleep (de "The Album")
- 1994 - Voices In My Mind By Voices (India, Carol Sylvan, Michael Watford)
- 1994 - Vibe P.M. (Masters at Work Remix) (featured with Mondo Grosso)
- 1998 - To Be In Love (MAW Remix) (de MAW Records: The Collection Volume I)
- 1998 - Runaway (de "Nuyorican Soul")
- 2002 - Backfired (de "Our Time Is Coming")
- 1993 - Vivir Lo Nuestro, duo avec Marc Anthony sur l'album Combinación perfecta.
- 1995 - Reach (Sample "Love & Happiness")
- 1996 - Voces Unidas: The Atlanta Olympics - Banderas
- 1996 - Play The World (Sample "Love & Happiness")
- 1997 - Hazme El Amor (extrait de "Es De Nueva York") avec Oscar D'León
- 1998 - The Last Days Of Disco, bande originale du film I Love The Nightlife (Disco Round)
- 1999 - India Con Lavoe (Viva Puerto Rico) Haus-A-Holics - Latin Spice EP
- 2001 - Qué Pasa by Haus-A-Holics (Démo de "Oye Como Va" avec Tito Puente, Jr.)
- 2003 - Empire, bande originale du film Imperio
- 2004 - Ya No Queda Nada avec Tito Nieves, Nicky Jam & K-Mil
- 2005 - No Debes Jugar (de Selena Vive)
- 2005 - Mayor Que Yo (Pina Records Remix) avec RKM & Ken-Y, Nicky Jam & Carlitos Way
- 2006 - Usted Abusó (extrait de "Mi Sueño") avec Marlon Fernández
- 2006 - Tocarte Toa avec R.K.M & Ken-Y, Polaco, Nicky Jam & Carlitos Way
- 2007 - 90 Millas (de l'album 90 Millas) avec Gloria Estefan
- 2007 - Un Amor Tan Grande (extrait de Sentimiento De Un Rumbero) avec Michael Stuart
- 2008 - Mala (Tropical Remix) (extrait de "Mala") avec Yolandita Monge
- 2015 - Yo soy mujer ajena (Remix), Luis Andrés y La India desde el Bellas Artes
- 2009 - El Amor (Salsa Remix), avec Tito El Bambino
- 2010 - "Un verano En Nueva York" (extrait  Banco Popular De PR - Salsa, Un Homenaje A El Gran Combo Album)
- 2009 - I Can't Live Without Music, avec The Transatlatins
- 2011 - Que No Se Te Olvide, avec Issac Delgado
- 2011 - Maldito y Bendito Amor (de Independiente) avec Tito Rojas
- 2013 - "Tu no tienes alma" (extrait de "Y Si Fueran Ellas")
- 2014 - "Bajo La Tormenta" (extrait de Sergio George Presents: Salsa Giants Plus)
- 2015 - Tony Succar - Unity: The Latin Tribute to Michael Jackson, Earth Song
- 2016 - "Tu Amor es mi Piel", bande originale du film Sin senos sí hay paraíso.
- 2022 - "Sin Fronteras" : Tony Succar · La India · Mimy Succar · Haila · Diego Giraldo